# Sergej Paradzjanov

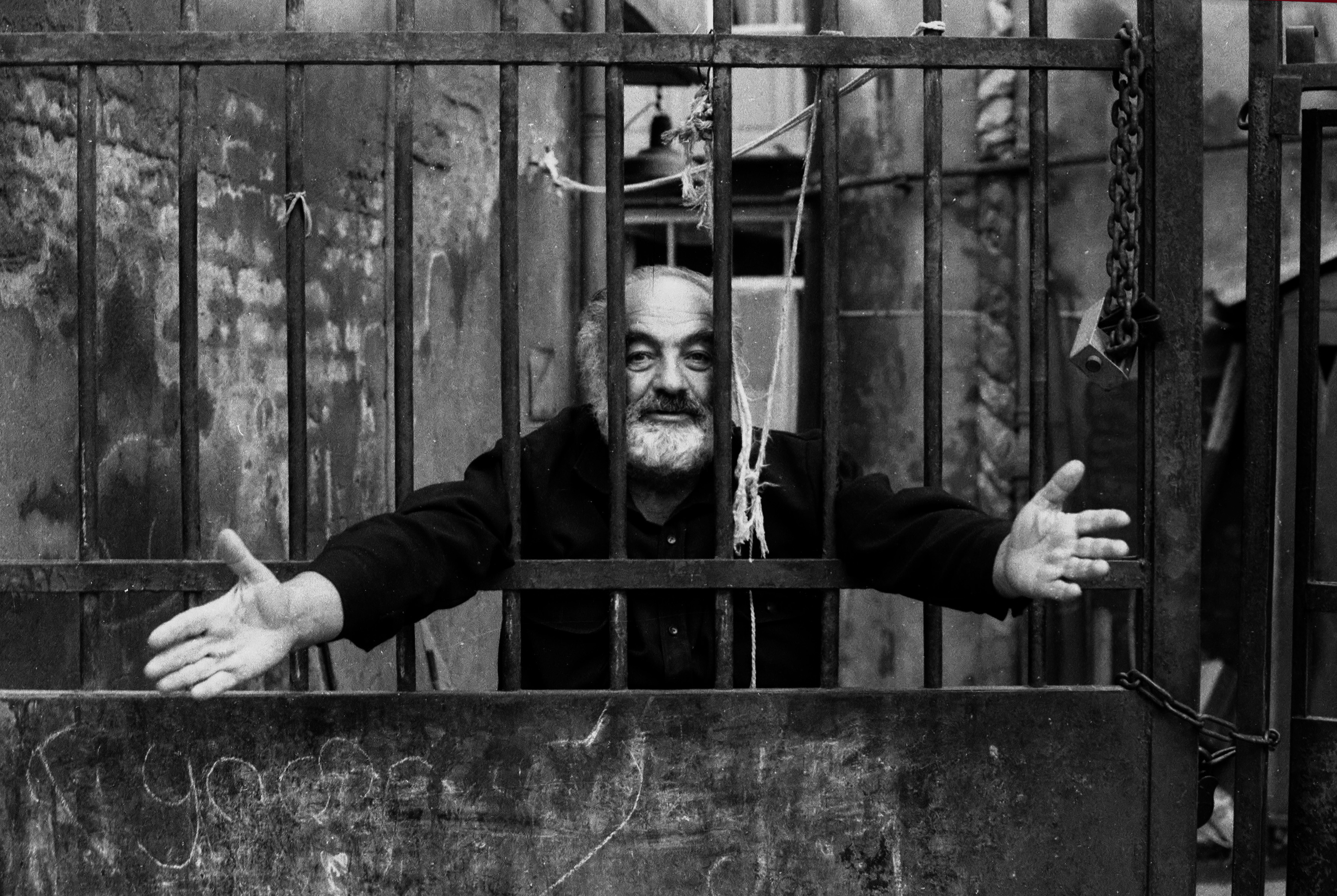
Sergej Paradzjanov, 1984.

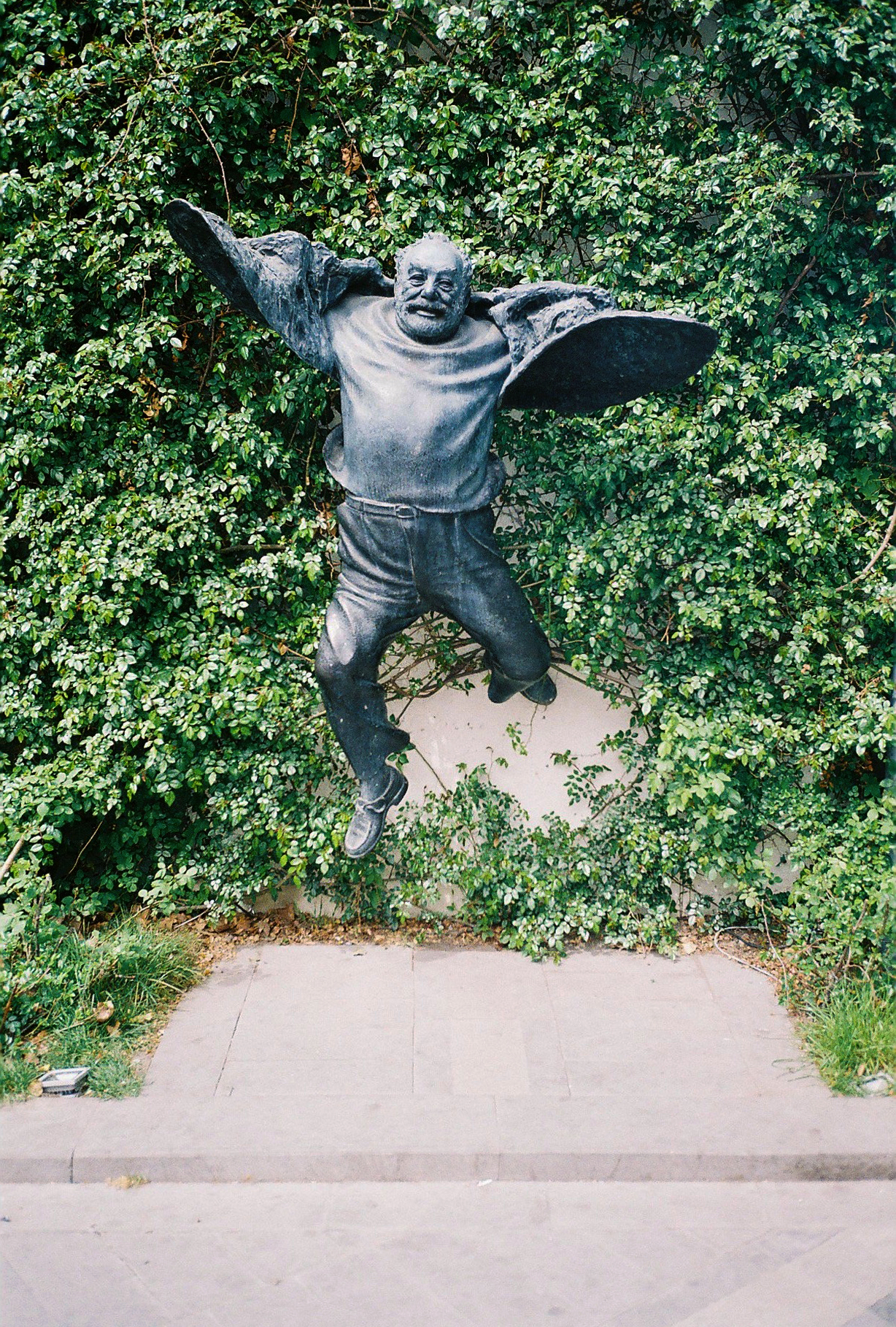
Monument föreställande Paradzjanov i Tbilisi, Georgien.

Sergej Paradzjanov, född 9 januari 1924 i Tbilisi, Georgiska SSR (nu Georgien), död 20 juli 1990 i Jerevan, Armeniska SSR (nu Armenien), var en sovjetisk (armenisk) filmregissör, manusförfattare och konstnär. Han föddes i georgiska delen av Sovjetunionen av armeniska föräldrar.
Sergej Paradzjanov anses vara en av de viktigaste filmskaparna inom sovjetisk ukrainsk, armenisk och georgisk film; han är vida berömd även internationellt.

## Filmografi i urval
- 1965 – De blodröda hästarna (i Sverige även kallad De gångna generationernas skugga samt De blodröda hästarnas dal)
- 1969 – Granatäpplets färg
- 1985 – Legenden om Surams fästning
- 1988 – Asjik-Kerib

## Eftermäle
I Jerevan ligger Sergej Paradzjanovmuseet som beskriver Paradzjanovs livsgärning.
Asteroiden 3963 Paradzhanov är uppkallad efter honom.